# Samuel W. Taylor
Samuel Woolley Taylor (5 febbraio 1907 – 26 settembre 1997) è stato uno scrittore e sceneggiatore statunitense.

## Biografia
Nato nello Utah, era nipote di uno dei grandi pionieri della chiesa mormone. Durante la seconda guerra mondiale, fu ufficiale nell'ufficio per le pubbliche relazioni delle forze armate statunitensi. Svolse i mestieri più disparati prima di approdare all'attività di scrittore. La sua produzione spaziò dalla romanzo biografico al giallo, dai racconti brevi alle sceneggiature per cinema e televisione. Taylor è uno degli autori della sceneggiatura del noto film di Alfred Hitchcock La donna che visse due volte (1958).
Dal suo racconto A Situation of Gravity sono stati tratti i film Un professore fra le nuvole del 1961 e  Flubber - Un professore tra le nuvole del 1997.

## Filmografia

### Soggetto
- The Man Who Returned to Life (1942), regia di Lew Landers
- Wrong Son (1950) regia di Gunther von Fritsch
- The Man with My Face (1951), regia di Edward Montagne
- Bait (1954), regia di Hugo Haas
- Un professore fra le nuvole (1961)
- Professore a tuttogas (1963), regia di Robert Stevenson
- Flubber - Un professore tra le nuvole (1997)

### Sceneggiatura
- The Man with My Face (1951), regia di Edward Montagne
- Bait (1954), regia di Hugo Haas
- La donna che visse due volte (1958), regia di Alfred Hitchcock

## Opere
- L'uomo con la mia faccia (The Man with My Face, 1948), Polillo Editore, 2002
- The Grinning Gismo, 1951.
- Take My Advice, Mr. President, Taylor Trust, 1996, ISBN 1-56684-344-8 (contiene il racconto A Situation of Gravity)
- Taylor-made Tales, Aspen Books, Murray, UT, 1994, ISBN 156236216X
- Uranium Fever (con Raymond Taylor), Macmillan Company, 1970